# Bergklassement Ronde van Frankrijk

De bolletjestrui

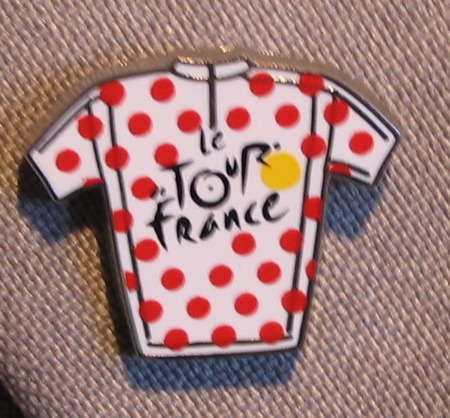
Een speldje van de bolletjestrui

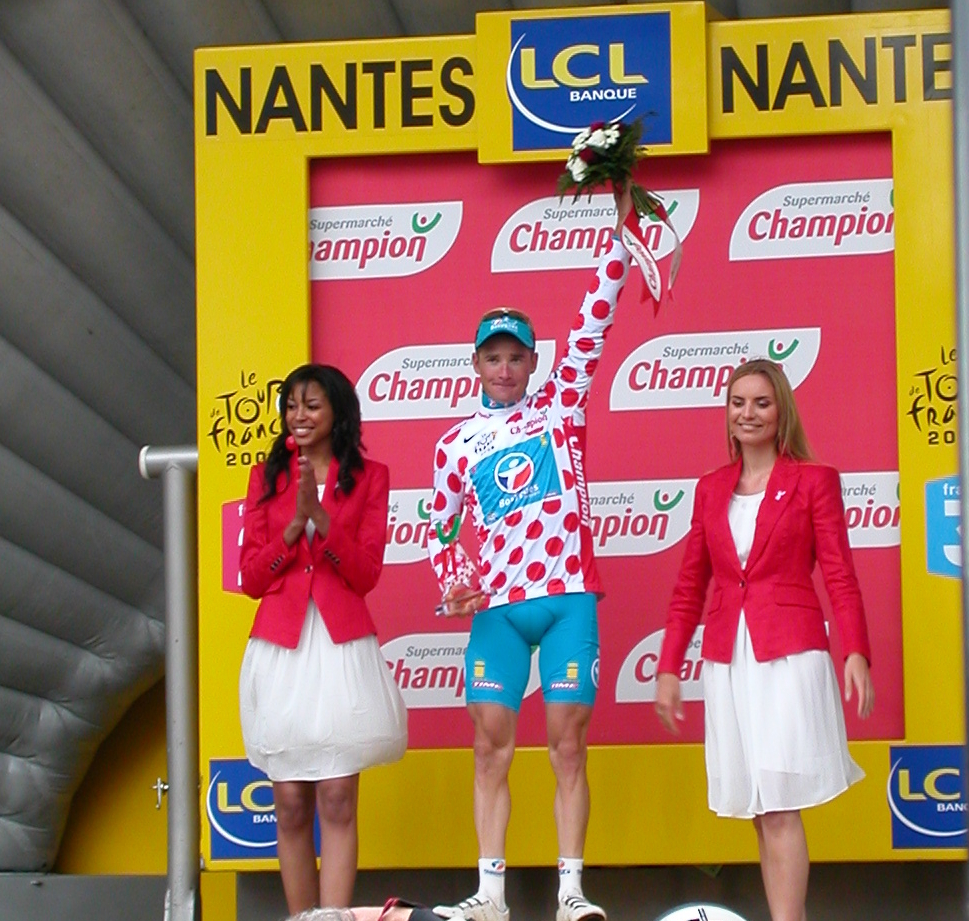
Thomas Voeckler in de bolletjestrui na de 3e etappe in de Ronde van Frankrijk 2008

Het bergklassement van de Ronde van Frankrijk is een nevenklassement, waarvoor punten zijn te verdienen bij passages op bergpassen en andere beklimmingen. De leider in het bergklassement is de wielrenner die bij deze passages de meeste punten heeft verdiend door als eerste of bij de eersten door te komen. Degene die aan het eind van de Tour de France het klassement leidt, wordt tot bergkoning uitgeroepen.
De bolletjestrui is het wielrennersshirt dat wordt gedragen door de leider in het bergklassement en dat wordt uitgereikt na een verreden etappe. Na de laatste etappe van de Ronde van Frankrijk krijgt de winnaar van het bergklassement de laatste bergtrui uitgereikt. De bergprijs bestaat langer dan de daaraan gekoppelde bolletjestrui. De eerste Ronde van Frankrijk waar de leider in het bergklassement de bolletjestrui droeg, was die van 1975; de eerste die hem ooit droeg was Joop Zoetemelk. De eerste eindwinnaar van deze trui was Lucien Van Impe. Hij was enigszins gegeneerd toen hij de bolletjestrui voor het eerst aandeed gezien het toen nog niet ingeburgerde opvallende motief. Dit motief werd door Tourbaas Félix Lévitan aangebracht als een hulde aan Henri Lemoine, een Franse pistier die in de jaren twintig en dertig rondreed in een tenue met rode stippen.
Voor 1975 bestond er geen aparte trui voor de bergkoning.

## Algemeen
De beklimmingen die meetellen voor het bergklassement worden ingedeeld in 5 categorieën: Hors Catégorie (de grootste en zwaarste beklimmingen, zoals de Mont Ventoux, Tourmalet en Alpe d'Huez) en de eerste tot en met vierde categorie. Beklimmingen van derde en vierde categorie zijn eerder heuvels dan bergen. De te verdienen punten zijn navenant.
De strijd om de bolletjestrui ontbrandt vanaf de eerste etappe: geen enkele rit is namelijk volkomen vlak. Vrijwel altijd zijn er wel enkele hellingen van de derde of vierde categorie. Aan de avonturiers in het peloton biedt dat een kans om zich in de publiciteit te rijden totdat in de echte bergetappes de klimmers de trui overnemen. In 1982 reed Jan Raas, niet bepaald een klimmer, zo één dag in de bolletjestrui: hij had de trui veroverd door in de proloog de snelste tijd neer te zetten over een beklimming die in het parkoers was opgenomen. Op deze manier is het enkele mindere "klimmers" ook gelukt op die manier de echte specialisten voor te blijven in het eindklassement. Pedro Torres (1973), Domingo Perurena (1974) en Bernard Vallet (1982) waren in alle etappes actief om hun punten te sprokkelen en konden in het hooggebergte voldoende meekomen om hun voorsprong te behouden. Laurent Jalabert (2001 en 2002) volgde een iets andere tactiek: hij ging er in de bergetappes vroeg vandoor en reed als eerste over één of twee bergtoppen voordat hij werd ingelopen.
Elk jaar wordt ook de Trofee Henri Desgrange uitgereikt, genoemd naar de oprichter van de Tour de France. Dat is een flinke geldprijs die klaarligt voor de eerst aankomende renner op de hoogste top van de Tour. Meestal is dat de col du Galibier (waar ook een monument ter ere van Desgrange staat). Bij afwezigheid van de Galibier in het Tourschema wordt de prijs doorgaans op de col du Tourmalet gewonnen.

## Dragers en records
Recordhouder met zes eindzeges in het bergklassement was lange tijd de Spanjaard Federico Bahamontes. In 1983 werd dat aantal geëvenaard door Lucien Van Impe en in 2004 verbroken door Richard Virenque met zeven titels. Virenque zegevierde eerder in 1994, 1995, 1996, 1997, 1999 en 2003.
Sinds de bergtrui wordt uitgereikt in 1975, tot en met de Tour van 2011 is dit al ruim 700 keer gebeurd. Meer dan 300 keer reed een Fransman in het bolletjestricot. Belgen droegen de trui in totaal 120 keer, iets meer dan het aantal truien dat Italianen droegen. Tot en met de Tour van 2011 zijn er 62 dagen geweest dat een Nederlander de bergtrui droeg. Gert-Jan Theunisse en Steven Rooks droegen er ieder twaalf, Hennie Kuiper acht, Adrie van der Poel, Erik Dekker en Johnny Hoogerland ieder vijf, Maarten Ducrot, Danny Nelissen en Nico Verhoeven ieder drie, Joop Zoetemelk twee en Jan Raas, Jean-Paul van Poppel, Léon van Bon en Karsten Kroon elk een.

## Reglement voor de puntenverdeling
| Positie | 4e C | 3e C | 2e C | 1e C | HC |
| ------- | ---- | ---- | ---- | ---- | -- |
| 1e      | 1    | 2    | 5    | 10   | 20 |
| 2e      |      | 1    | 3    | 8    | 15 |
| 3e      |      |      | 2    | 6    | 12 |
| 4e      |      |      | 1    | 4    | 10 |
| 5e      |      |      |      | 2    | 8  |
| 6e      |      |      |      | 1    | 6  |
| 7e      |      |      |      |      | 4  |
| 8e      |      |      |      |      | 2  |

De punten die de renners kunnen verdienen worden verdeeld al naargelang de doorkomst van de renner en de zwaarte van de berg. Hierbij wordt de volgende onderverdeling gemaakt:
Hors categorie (buitencategorie): respectievelijk 20, 15, 12, 10, 8, 6, 4 en 2 punten voor de eerste tot en met de achtste renner die over de top heen komt.
1e categorie: respectievelijk 10, 8, 6, 4, 2 en 1 punt voor de eerste tot en met de zesde renner die over de top heen komt.
2e categorie: respectievelijk 5, 3, 2 en 1 punt voor de eerste tot en met de vierde renner die over de top heen komt.
3e categorie: respectievelijk 2 en 1 punt voor de eerste twee renners die over de top heen komen.
4e categorie: 1 punt voor de eerste renner die over de top heen komt.
Sinds 2011 geldt dat als de aankomst ligt op een bergtop van buitencategorie, eerste of tweede categorie, de punten worden verdubbeld. Voordien volstond het dat het om de laatste bergtop ging, al dan niet met aankomst.
Als twee rijders gelijk eindigen in het bergklassement, dan krijgt diegene die het vaakst als eerste bovenkwam op een col van de buitencategorie de bolletjestrui. Als de rijders even vaak als eerste op een col van de buiten categorie zijn bovengekomen, dan wordt gekeken naar het onderlinge resultaat op de cols van de eerste en eventueel de tweede, derde en vierde categorie, totdat er een winnaar is. Zijn beide renners even vaak als eerste op een col bovengekomen, dan wordt de winnaar bepaald door te kijken naar de posities in het algemeen klassement.
Als een rijder zowel de gele trui als de bolletjestrui in zijn bezit heeft, wordt de bolletjestrui door de nummer twee van het bergklassement gedragen. Ook de groene trui van het puntenklassement staat boven de bolletjestrui. Het is dus mogelijk dat de nummers 1 en 2 van het bergklassement al de punten- en gele trui dragen, en de bolletjestrui door de nummer 3 uit het bergklassement wordt gedragen.

### Puntentelling tot en met 2010
| Positie | 4e C | 3e C | 2e C | 1e C | HC |
| ------- | ---- | ---- | ---- | ---- | -- |
| 1e      | 3    | 4    | 10   | 15   | 20 |
| 2e      | 2    | 3    | 9    | 13   | 18 |
| 3e      | 1    | 2    | 8    | 11   | 16 |
| 4e      |      | 1    | 7    | 9    | 14 |
| 5e      |      |      | 6    | 8    | 12 |
| 6e      |      |      | 5    | 7    | 10 |
| 7e      |      |      |      | 6    | 8  |
| 8e      |      |      |      | 5    | 7  |
| 9e      |      |      |      |      | 6  |
| 10e     |      |      |      |      | 5  |

De punten die de renners kunnen verdienen worden verdeeld al naargelang de doorkomst van de renner en de zwaarte van de berg. Hierbij wordt de volgende onderverdeling gemaakt:
Hors categorie (buitencategorie): respectievelijk 20, 18, 16, 14, 12, 10, 8, 7, 6 en 5 punten voor de eerste tot en met de tiende renner die over de top heen komt.
1e categorie: respectievelijk 15, 13, 11, 9, 8, 7, 6 en 5 punten voor de eerste tot en met de achtste renner die over de top heen komt.
2e categorie: respectievelijk 10, 9, 8, 7, 6 en 5 punten voor de eerste tot en met de zesde renner die over de top heen komt.
3e categorie: respectievelijk 4, 3, 2 en 1 punt voor de eerste tot en met de vierde renner die over de top heen komt.
4e categorie: respectievelijk 3, 2, en 1 punt voor de eerste tot en met de derde renner die over de top heen komt.

## Lijst van winnaars
Onderstaand het overzicht van de eerste drie in het eindklassement sinds 1933. Belgen en Nederlanders zijn vetgedrukt weergegeven.
| Editie                  | Eerste              | Tweede                  | Derde                  |
| ----------------------- | ------------------- | ----------------------- | ---------------------- |
| 1933                    | Vicente Trueba      | Louis Hardiquest        | Alfons Schepers        |
| 1934                    | René Vietto         | Vicente Trueba          | Giuseppe Martano       |
| 1935                    | Félicien Vervaecke  | Sylvère Maes            | Jules Lowie            |
| 1936                    | Julián Berrendero   | Sylvère Maes            | Federico Ezquerra      |
| 1937                    | Félicien Vervaecke  | Mario Vicini            | Sylvère Maes           |
| 1938                    | Gino Bartali        | Félicien Vervaecke      | Edward Vissers         |
| 1939                    | Sylvère Maes        | Edward Vissers          | Albert Ritserveldt     |
| 1947                    | Pierre Brambilla    | Apo Lazaridès           | Jean Robic             |
| 1948                    | Gino Bartali        | Apo Lazaridès           | Jean Robic             |
| 1949                    | Fausto Coppi        | Gino Bartali            | Jean Robic             |
| 1950                    | Louison Bobet       | Stan Ockers             | Jean Robic             |
| 1951                    | Raphaël Geminiani   | Gino Bartali            | Fausto Coppi           |
| 1952                    | Fausto Coppi        | Antonio Gelabert        | Jean Robic             |
| 1953                    | Jesús Loroño        | Louison Bobet           | Joseph Mirando         |
| 1954                    | Federico Bahamontes | Louison Bobet           | Richard Van Genechten  |
| 1955                    | Charly Gaul         | Louison Bobet           | Jean Brankart          |
| 1956                    | Charly Gaul         | Federico Bahamontes     | Valentin Huot          |
| 1957                    | Gastone Nencini     | Louis Bergaud           | Marcel Janssens        |
| 1958                    | Federico Bahamontes | Charly Gaul             | Jean Dotto             |
| 1959                    | Federico Bahamontes | Charly Gaul             | Gérard Saint           |
| 1960                    | Imerio Massignan    | Marcel Rohrbach         | Graziano Battistini    |
| 1961                    | Imerio Massignan    | Charly Gaul             | Hans Junkermann        |
| 1962                    | Federico Bahamontes | Imerio Massignan        | Raymond Poulidor       |
| 1963                    | Federico Bahamontes | Raymond Poulidor        | Guy Ignolin            |
| 1964                    | Federico Bahamontes | Julio Jiménez           | Raymond Poulidor       |
| 1965                    | Julio Jiménez       | Frans Brands            | Joaquim Galera         |
| 1966                    | Julio Jiménez       | Joaquim Galera          | Aurelio González       |
| 1967                    | Julio Jiménez       | Franco Balmamion        | Raymond Poulidor       |
| 1968                    | Aurelio González    | Franco Bitossi          | Julio Jiménez          |
| 1969                    | Eddy Merckx         | Roger Pingeon           | Joaquim Galera         |
| 1970                    | Eddy Merckx         | Andres Gandarias        | Martin Van Den Bossche |
| 1971                    | Lucien Van Impe     | Joop Zoetemelk          | Eddy Merckx            |
| 1972                    | Lucien Van Impe     | Eddy Merckx             | Joaquim Agostinho      |
| 1973                    | Pedro Torres        | José Manuel Fuente      | Luis Ocaña             |
| 1974                    | Domingo Perurena    | Eddy Merckx             | José-Luis Abilleira    |
| Invoering Bolletjestrui |                     |                         |                        |
| 1975                    | Lucien Van Impe     | Eddy Merckx             | Joop Zoetemelk         |
| 1976                    | Giancarlo Bellini   | Lucien Van Impe         | Joop Zoetemelk         |
| 1977                    | Lucien Van Impe     | Hennie Kuiper           | Pedro Torres           |
| 1978                    | Mariano Martínez    | Bernard Hinault         | Joop Zoetemelk         |
| 1979                    | Giovanni Battaglin  | Bernard Hinault         | Mariano Martínez       |
| 1980                    | Raymond Martin      | Ludo Loos               | Ludo Peeters           |
| 1981                    | Lucien Van Impe     | Bernard Hinault         | Jean-René Bernaudeau   |
| 1982                    | Bernard Vallet      | Jean-René Bernaudeau    | Beat Breu              |
| 1983                    | Lucien Van Impe     | José Patrocinio Jiménez | Robert Millar          |
| 1984                    | Robert Millar       | Laurent Fignon          | Ángel Arroyo           |
| 1985                    | Luis Herrera        | Pedro Delgado           | Robert Millar          |
| 1986                    | Bernard Hinault     | Luis Herrera            | Greg LeMond            |
| 1987                    | Luis Herrera        | Anselmo Fuerte          | Raúl Alcalá            |
| 1988                    | Steven Rooks        | Gert-Jan Theunisse      | Pedro Delgado          |
| 1989                    | Gert-Jan Theunisse  | Pedro Delgado           | Steven Rooks           |
| 1990                    | Thierry Claveyrolat | Claudio Chiappucci      | Roberto Conti          |
| 1991                    | Claudio Chiappucci  | Thierry Claveyrolat     | Luc Leblanc            |
| 1992                    | Claudio Chiappucci  | Richard Virenque        | Franco Chioccioli      |
| 1993                    | Tony Rominger       | Claudio Chiappucci      | Oliverio Rincón        |
| 1994                    | Richard Virenque    | Marco Pantani           | Pjotr Oegroemov        |
| 1995                    | Richard Virenque    | Claudio Chiappucci      | Alex Zülle             |
| 1996                    | Richard Virenque    | Bjarne Riis             | Laurent Dufaux         |
| 1997                    | Richard Virenque    | Jan Ullrich             | Francesco Casagrande   |
| 1998                    | Christophe Rinero   | Marco Pantani           | Alberto Elli           |
| 1999                    | Richard Virenque    | Alberto Elli            | Mariano Piccoli        |
| 2000                    | Santiago Botero     | Javier Otxoa            | Richard Virenque       |
| 2001                    | Laurent Jalabert    | Jan Ullrich             | Laurent Roux           |
| 2002                    | Laurent Jalabert    | Mario Aerts             | Santiago Botero        |
| 2003                    | Richard Virenque    | Laurent Dufaux          | Lance Armstrong        |
| 2004                    | Richard Virenque    | Lance Armstrong         | Michael Rasmussen      |
| 2005                    | Michael Rasmussen   | Óscar Pereiro           | Lance Armstrong        |
| 2006                    | Michael Rasmussen   | David de la Fuente      | Carlos Sastre          |
| 2007                    | Mauricio Soler      | Alberto Contador        | Jaroslav Popovytsj     |
| 2008                    | Carlos Sastre       | Fränk Schleck           | Thomas Voeckler        |
| 2009                    | Franco Pellizotti   | Egoi Martínez           | Alberto Contador       |
| 2010                    | Anthony Charteau    | Christophe Moreau       | Andy Schleck           |
| 2011                    | Samuel Sánchez      | Andy Schleck            | Jelle Vanendert        |
| 2012                    | Thomas Voeckler     | Fredrik Kessiakoff      | Chris Anker Sørensen   |
| 2013                    | Nairo Quintana      | Chris Froome            | Pierre Rolland         |
| 2014                    | Rafał Majka         | Vincenzo Nibali         | Joaquim Rodríguez      |
| 2015                    | Chris Froome        | Nairo Quintana          | Romain Bardet          |
| 2016                    | Rafał Majka         | Thomas De Gendt         | Jarlinson Pantano      |
| 2017                    | Warren Barguil      | Primož Roglič           | Thomas De Gendt        |
| 2018                    | Julian Alaphilippe  | Warren Barguil          | Rafał Majka            |
| 2019                    | Romain Bardet       | Egan Bernal             | Tim Wellens            |
| 2020                    | Tadej Pogačar       | Richard Carapaz         | Primož Roglič          |
| 2021                    | Tadej Pogačar       | Wout Poels              | Jonas Vingegaard       |
| 2022                    | Jonas Vingegaard    | Simon Geschke           | Giulio Ciccone         |
| 2023                    | Giulio Ciccone      | Felix Gall              | Jonas Vingegaard       |
| 2024                    | Richard Carapaz     | Tadej Pogačar           | Jonas Vingegaard       |
| 2025                    | Tadej Pogačar       | Jonas Vingegaard        | Lenny Martinez         |

### Meervoudige winnaars
Renners in het cursief gedrukt zijn renners die nu nog actief zijn.
| Overwinningen | Renner              | Land       | Jaren                                          |
| ------------- | ------------------- | ---------- | ---------------------------------------------- |
| 7             | Richard Virenque    | Frankrijk  | 1994 + 1995 + 1996 + 1997 + 1999 + 2003 + 2004 |
| 6             | Federico Bahamontes | Spanje     | 1954 + 1958 + 1959 + 1962 + 1963 + 1964        |
| 6             | Lucien Van Impe     | België     | 1971 + 1972 + 1975 + 1977 + 1981 + 1983        |
| 3             | Julio Jiménez       | Spanje     | 1965 + 1966 + 1967                             |
| 3             | Tadej Pogačar       | Slovenië   | 2020 + 2021 + 2025                             |
| 2             | Félicien Vervaecke  | België     | 1935 + 1937                                    |
| 2             | Gino Bartali        | Italië     | 1938 + 1948                                    |
| 2             | Fausto Coppi        | Italië     | 1949 + 1952                                    |
| 2             | Charly Gaul         | Luxemburg  | 1955 + 1956                                    |
| 2             | Imerio Massignan    | Italië     | 1960 + 1961                                    |
| 2             | Eddy Merckx         | België     | 1969 + 1970                                    |
| 2             | Luis Herrera        | Colombia   | 1985 + 1987                                    |
| 2             | Claudio Chiappucci  | Italië     | 1991 + 1992                                    |
| 2             | Laurent Jalabert    | Frankrijk  | 2001 + 2002                                    |
| 2             | Michael Rasmussen   | Denemarken | 2005 + 2006                                    |
| 2             | Rafał Majka         | Polen      | 2014 + 2016                                    |

### Overwinningen per land
| Overwinningen | Land                                             |
| ------------- | ------------------------------------------------ |
| 24            | Frankrijk                                        |
| 18            | Spanje                                           |
| 12            | Italië                                           |
| 11            | België                                           |
| 5             | Colombia                                         |
| 3             | Denemarken, Slovenië                             |
| 2             | Luxemburg, Nederland, Polen, Verenigd Koninkrijk |
| 1             | Ecuador, Zwitserland                             |

## Belgische en Nederlandse prestaties

### Belgische dragers
Eindklassement
Félicien Vervaecke: 1935, 1937
Sylvère Maes: 1939
Eddy Merckx: 1969, 1970
Lucien Van Impe: 1971, 1972, 1975, 1977, 1981, 1983
Tussenklassement
In totaal zijn er 152 bergtruien uitgereikt aan Belgen.
| #  | Renner                 | Aantal | Jaartal(len)                 |
| -- | ---------------------- | ------ | ---------------------------- |
| 1  | Lucien Van Impe        | 70     | 1975, 1976, 1977, 1981, 1983 |
| 2  | Tim Wellens            | 20     | 2019, 2025                   |
| 3  | Peter De Clercq        | 17     | 1991, 1994                   |
| 4  | Jean-Luc Vandenbroucke | 11     | 1980                         |
| 5  | Ludo Peeters           | 10     | 1982                         |
| 6  | Thomas De Gendt        | 6      | 2016                         |
| 6  | Michel Pollentier      | 6      | 1978                         |
| 8  | Jelle Vanendert        | 5      | 2011                         |
| 9  | Philippe Gilbert       | 3      | 2011                         |
| 9  | Jasper Stuyven         | 3      | 2016                         |
| 11 | Greg Van Avermaet      | 2      | 2019                         |
| 11 | Hendrik Devos          | 1      | 1987                         |

### Nederlandse dragers
Eindklassement
Steven Rooks: 1988
Gert-Jan Theunisse: 1989
Tussenklassement
In totaal zijn er 71 bergtruien uitgereikt aan Nederlanders.
| #  | Renner               | Aantal | Jaartal(len) |
| -- | -------------------- | ------ | ------------ |
| 1  | Gert-Jan Theunisse   | 12     | 1989         |
| 2  | Steven Rooks         | 11     | 1988         |
| 3  | Hennie Kuiper        | 8      | 1976, 1977   |
| 4  | Adrie van der Poel   | 5      | 1985         |
| 4  | Erik Dekker          | 5      | 2000, 2005   |
| 4  | Johnny Hoogerland    | 5      | 2011         |
| 4  | Ide Schelling        | 5      | 2021         |
| 8  | Wout Poels           | 4      | 2021         |
| 9  | Maarten Ducrot       | 3      | 1985         |
| 9  | Nico Verhoeven       | 3      | 1988         |
| 9  | Danny Nelissen       | 3      | 1996         |
| 12 | Joop Zoetemelk       | 2      | 1975         |
| 13 | Jan Raas             | 1      | 1982         |
| 13 | Jean-Paul van Poppel | 1      | 1994         |
| 13 | Léon van Bon         | 1      | 1996         |
| 13 | Karsten Kroon        | 1      | 2005         |
| 13 | Mathieu van der Poel | 1      | 2021         |

 winnaars gele trui · 
 puntenklassement · 
 bergklassement · 
 jongerenklassement · 
 tussensprintklassement · 
 combinatieklassement · 
 ploegenklassement · 
 strijdlust · 
rode lantaarn
records · meeste deelnames · ranglijst etappewinnaars · bekende beklimmingen · valpartijen · dopinggevallen · Grand Départ · Souvenir Henri Desgrange
1903 · 
1904 · 
1905 · 
1906 · 
1907 · 
1908 · 
1909 · 
1910 · 
1911 · 
1912 · 
1913 · 
1914 ·
1915 ·
1916 ·
1917 ·
1918 · 
1919 · 
1920 · 
1921 · 
1922 · 
1923 · 
1924 · 
1925 · 
1926 · 
1927 · 
1928 · 
1929 · 
1930 · 
1931 · 
1932 · 
1933 · 
1934 · 
1935 · 
1936 · 
1937 · 
1938 · 
1939 · 
1940 ·
1941 ·
1942 ·
1943 ·
1944 ·
1945 ·
1946 ·
1947 · 
1948 · 
1949 · 
1950 · 
1951 · 
1952 · 
1953 · 
1954 · 
1955 · 
1956 · 
1957 · 
1958 · 
1959 · 
1960 · 
1961 · 
1962 · 
1963 · 
1964 · 
1965 · 
1966 · 
1967 · 
1968 · 
1969 · 
1970 · 
1971 · 
1972 · 
1973 · 
1974 · 
1975 · 
1976 · 
1977 · 
1978 · 
1979 · 
1980 · 
1981 · 
1982 · 
1983 · 
1984 · 
1985 · 
1986 · 
1987 · 
1988 · 
1989 · 
1990 · 
1991 · 
1992 · 
1993 · 
1994 · 
1995 · 
1996 · 
1997 · 
1998 · 
1999 · 
2000 · 
2001 · 
2002 · 
2003 · 
2004 · 
2005 · 
2006 · 
2007 · 
2008 · 
2009 · 
2010 · 
2011 · 
2012 · 
2013 · 
2014 · 
2015 · 
2016 · 
2017 · 
2018 · 
2019 ·
2020 · 
2021 · 
2022 · 
2023 · 
2024 · 
2025